# Wapusk-Nationalpark
Der Wapusk-Nationalpark (englisch Wapusk National Park of Canada, französisch Parc national du Canada Wapusk) erstreckt sich im Hudson-James-Tiefland (Hudson James Lowlands) etwa 50 km östlich der Stadt Churchill (Manitoba) an den Küsten der Hudson Bay vom Cape Churchill nach Süden bis zur Mündung des Nelson River. Er wurde 1996 als heute neuntgrößter kanadischer Nationalpark etabliert und ist 11.475 km² groß. Damit ist er gleichzeitig der größere der beiden Nationalparks in der Provinz Manitoba. Wapusk ist das Cree-Wort für „Weißer Bär“; der Name verweist darauf, dass sich innerhalb der Parkgrenzen das vermutlich bedeutendste Eisbären-Geburtshöhlengebiet der Welt befindet.

## Geschichte
Bei der Datierung prähistorischer Relikte in der Arktis kommt der Forschung der Umstand zugute, dass sich die Erdoberfläche nach der letzten Eiszeit (also nach ca. 8000 v. Chr.) vielerorts infolge Verschwindens des gewaltigen Druck der Gletschermassen angehoben hat und sich große Meeresflächen in Festland umgewandelt haben (sog. „Isostatischer Reboundeffekt“). Inseln in der prähistorischen (wissenschaftlich als Tyrell-Meer bezeichneten) Hudson Bay bilden nunmehr Anhöhen, und große Teile des ehemaligen Tyrell-Meeresbodens liegen heute mehr als 30 m über dem Spiegel der Hudson Bay. Damit wurde die Seehöhenmessung ein recht genauer Maßstab für prähistorische Zeitangaben.
Die ältesten Fundstätten, nämlich die der Prä-Dorset-Kultur, liegen überwiegend in oberen Bergregionen. Tiefer gelegen sind Siedlungsrelikte aus der Zeit der Dorset-Kultur und darunter noch solche der Thule-Kultur.
Aus archäologischen Funden, darunter Werkzeugen und Waffen aus Knochen, Felsstücken und Holz, geht hervor, dass das Gebiet des Wapusk-Nationalparks bereits vor etwa 4000 Jahren von nomadischen Jägern besiedelt worden war, die in erster Linie der Prä-Dorset-Kultur angehörten. Nachweislich jagten diese Prä-Dorset-Menschen im Sommer Karibus auf dem Festland, im Winter Ringelrobben auf dem Eis der Hudson Bay.
Ihre Nachfahren, die Angehörigen der Dorset-Kultur, besiedelten die Region um 600 v. Chr. Von ihnen zeugen weiter entwickelte Jagdwaffen wie Pfeil und Bogen oder Harpunen sowie Reste von aus Tierhäuten gefertigten Kajaks, mit denen sie auf Robben-, Walross- und Weißwaljagd gingen.
Um das Jahr 1000 n. Chr. tauchten – wie alle Vorgänger wiederum aus Alaska – die ersten Thule-Menschen auf, die direkten Vorfahren der heutigen Inuit, und die Dorset-Leute verschwanden. Kennzeichen der Thule-Kultur sind ein anderer Wohnstil, verbesserte Jagdwaffen und der von bis zu 20 Personen besetzbare Umiak. Vgl. hierzu auch generell den Artikel Inuit-Kultur.
In der sog. „Vorkontaktzeit“, d. h. vor der Ankunft von Europäern und auch dem Auftreten von Métis im 17. Jahrhundert, lebten auf dem Gebiet des Wapusk-Nationalparks Inuit, Chipewyan- und Cree-Indianer als Nomaden und in Camps.
Die ersten Europäer kamen im Winter 1619 auf der Suche nach der Nordwestpassage in die Region – eine 64-köpfige dänische Expedition unter dem Kommando von Jens Munk. Die Seeleute waren jedoch auf die infolge der Kleinen Eiszeit härter gewordenen Bedingungen der Arktis nicht vorbereitet; so kam es zur Katastrophe, und nur Jens Munk und zwei seiner Männer kehrten wieder nach Dänemark zurück. In der nachfolgenden Zeit brachten die Aussichten auf reiche Pelzvorkommen englische und französische Truppen und Händler ins Land, die sich um Besitzrechte stritten. Die englische Hudson’s Bay Company begann 1732 den 40 Jahre dauernden Bau des Forts Prince of Wales zum Schutz vor französischen Angriffen, doch schon 1782 wurde es von einer französischen Flotte zerstört. Zu jener Zeit entstanden nahe dem westlich des Wapusk-Nationalparks gelegenen Fort und der im Süden gelegenen York Factory (Manitoba) erste permanente Siedlungen der Ureinwohner.

## Geologie

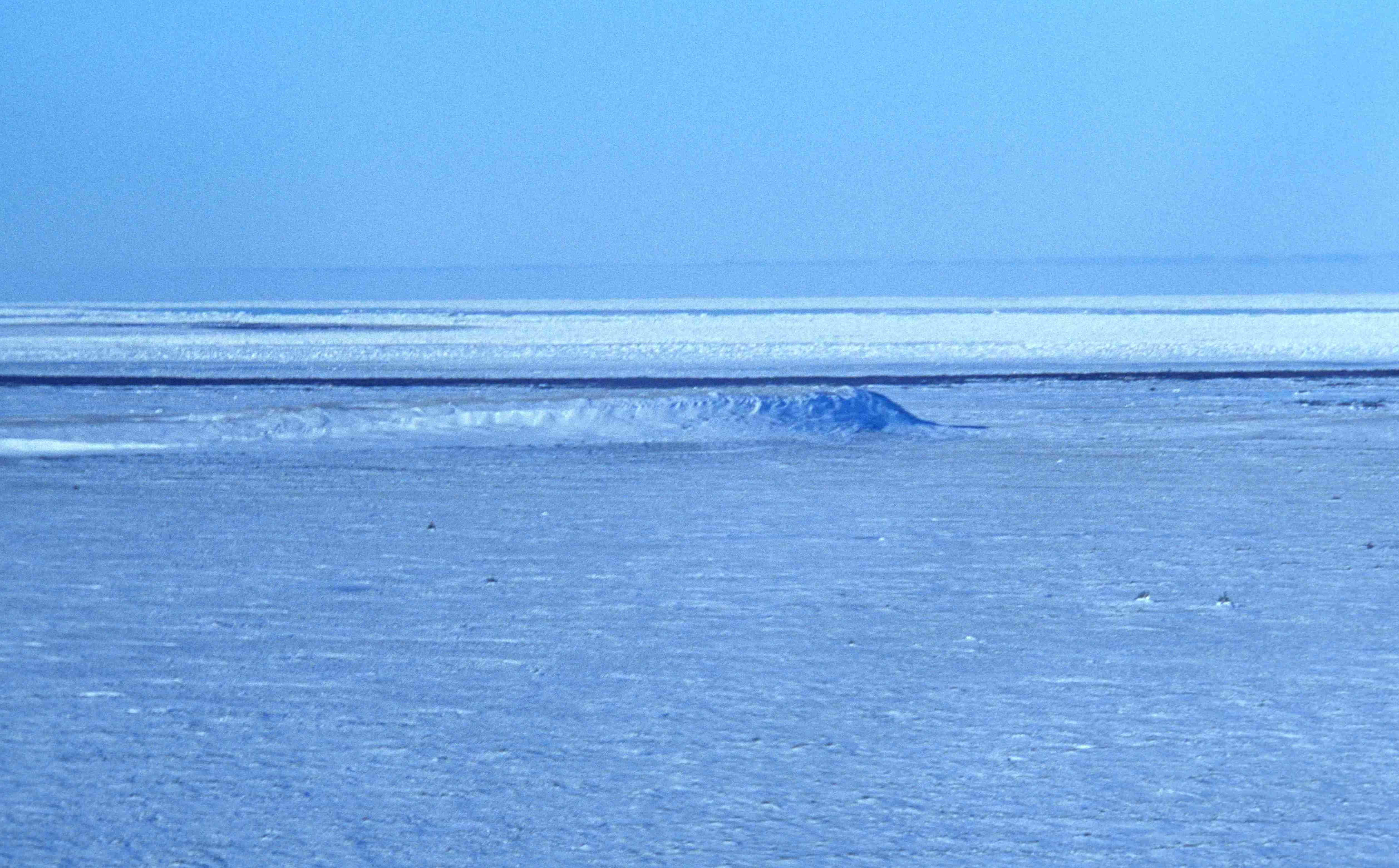
Knight’s Hill – ein Esker etwa 15 km westlich des Wapusk-Parks
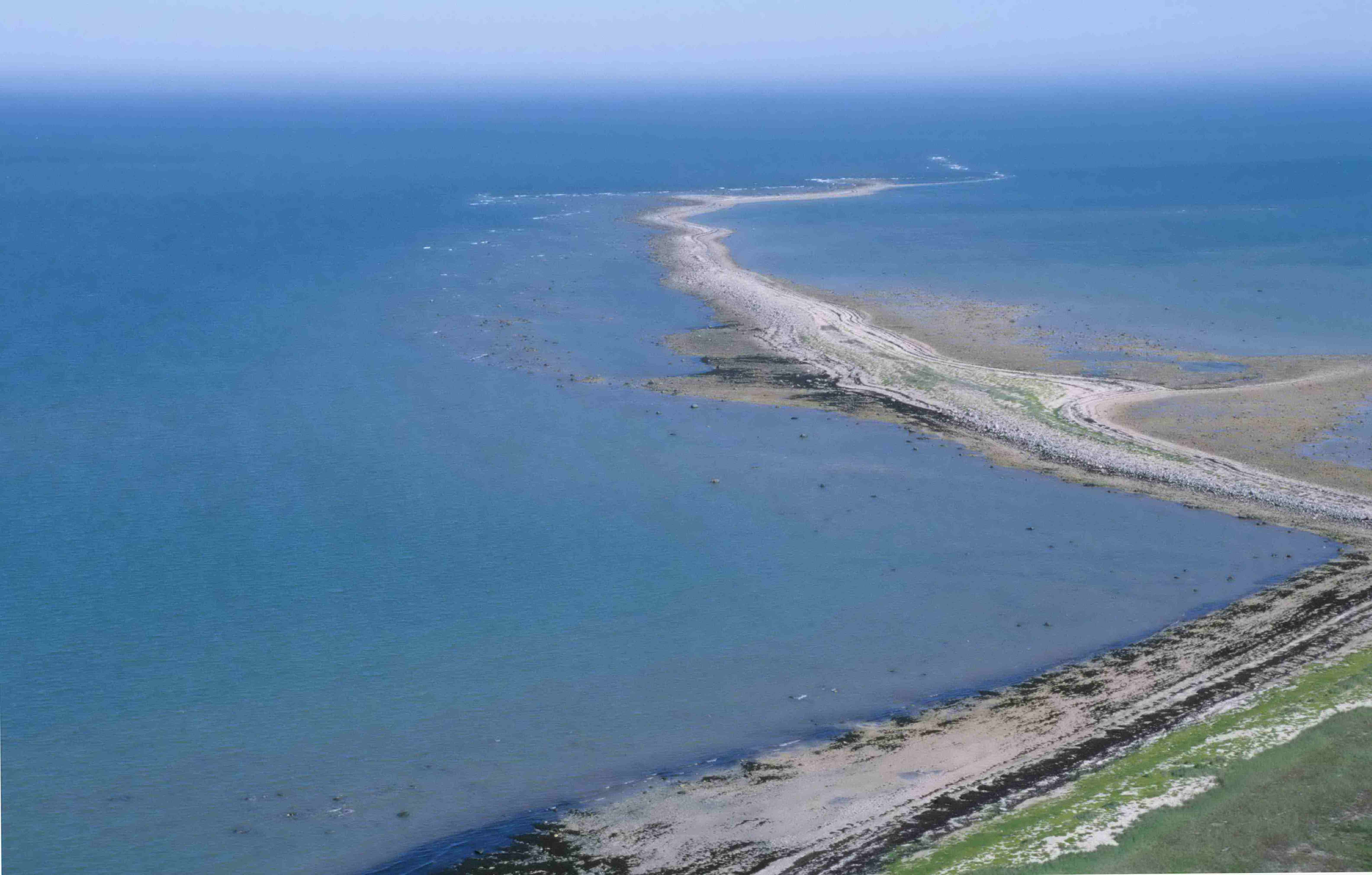
Cape Churchill an der Nordostecke des Parks
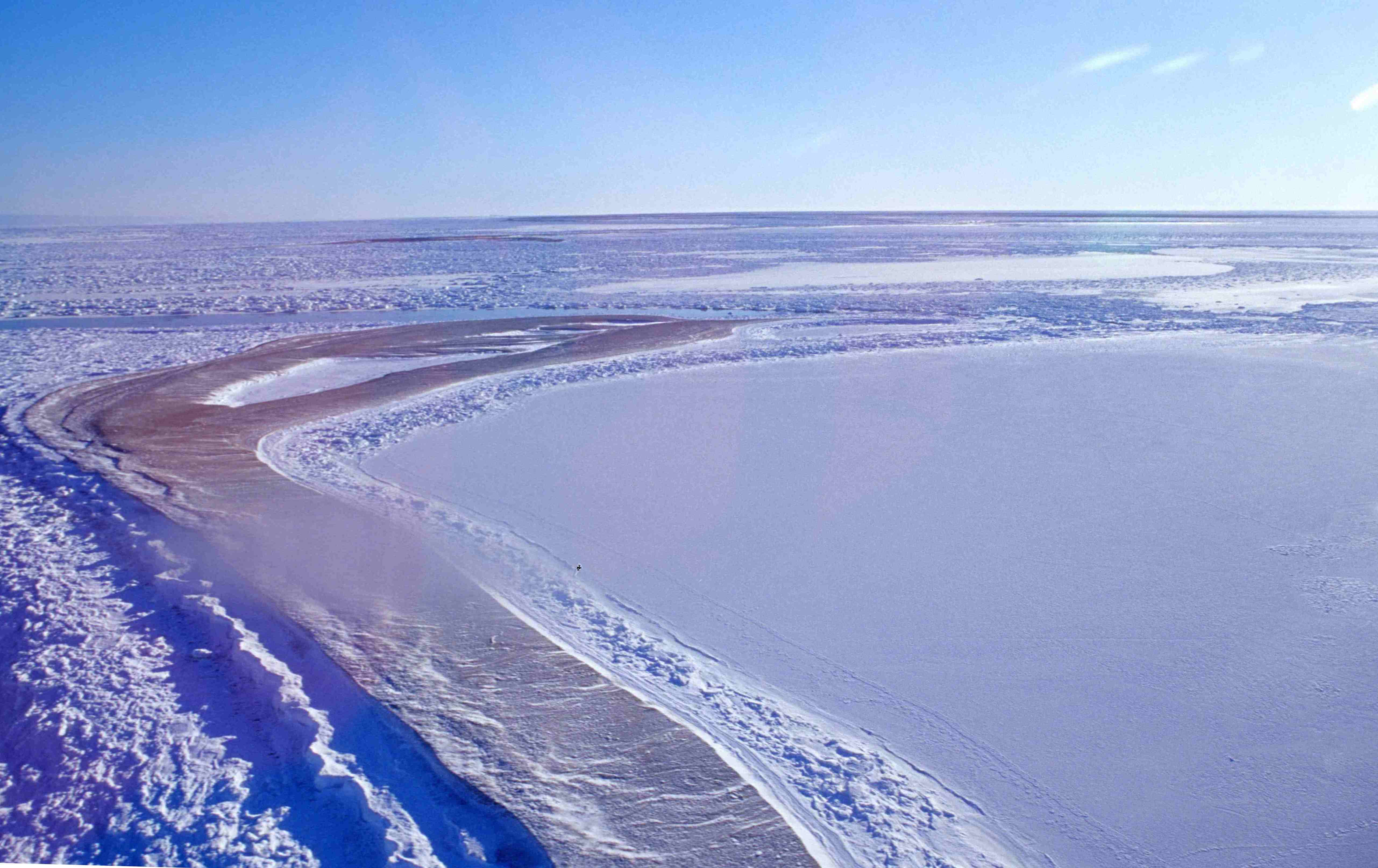
Cape Churchill
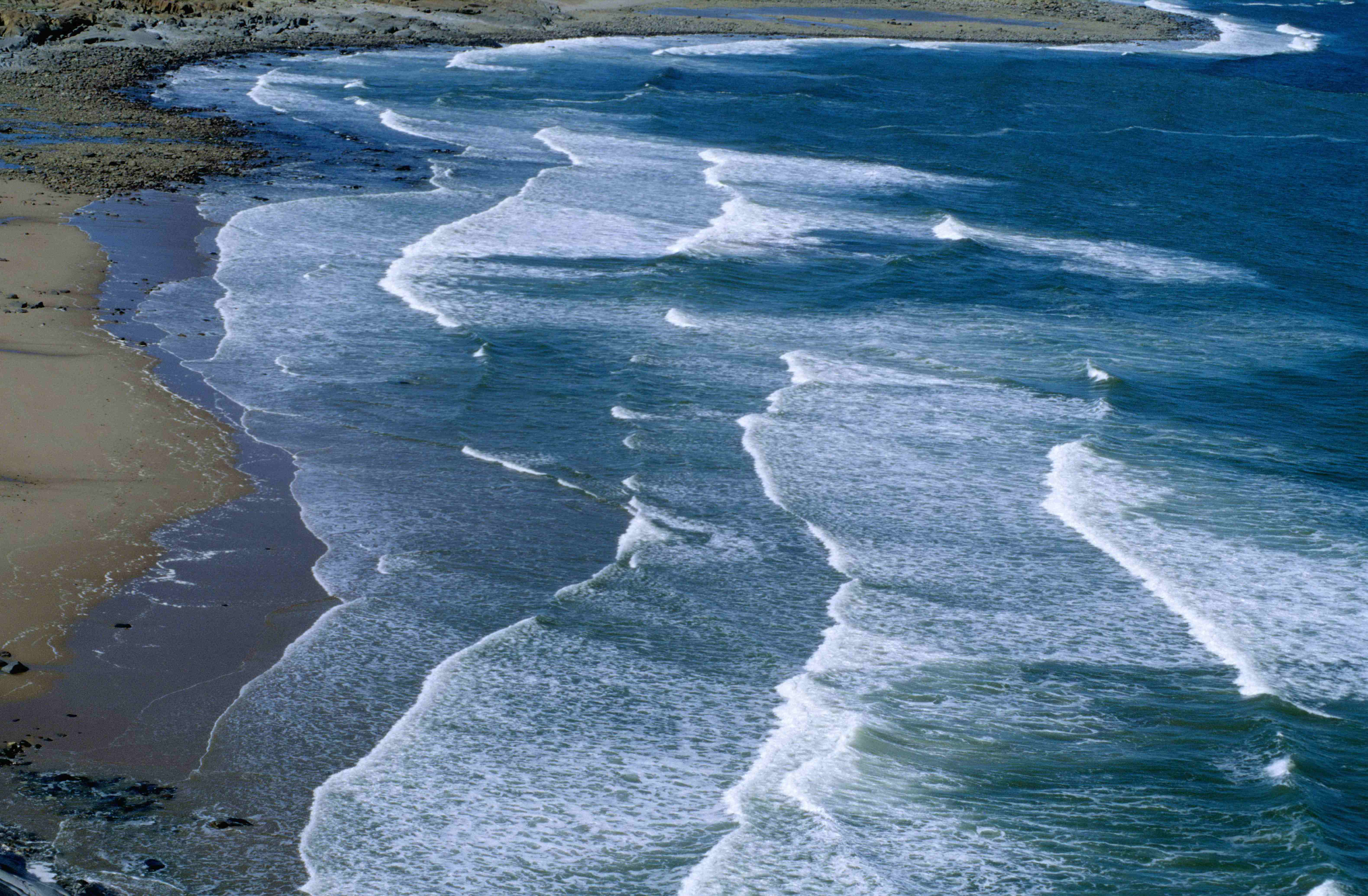
Anbrandende Hudson-Bay-Wellen

Die flache Kalkstein-Ebene des Wapusk-Nationalparks ist erdgeschichtlich sehr jung. Vor 4000 Jahren lag noch der größte Teil des Gebiets unter dem Spiegel des Tyrell-Meeres, und nur kleine Inseln zeigten sich über der Wasseroberfläche. Unter der Wirkung des isostatischen Reboundeffekts als Folge der Druckentlastung durch das Wegschmelzen der Eiszeitgletscher kam es seither zu einer kontinuierlichen Anhebung des Meeresbodens auf teilweise mehr als 30 m Seehöhe, und noch heute hebt sich der Boden im Laufe eines Jahrhunderts um rund einen Meter. Die Veränderungen lassen sich an lang gezogenen stufenförmigen Rinnen ablesen, die bis zu 100 Kilometer im Landesinnern parallel zu den Stränden der Hudson Bay verlaufen.

## Landschaft

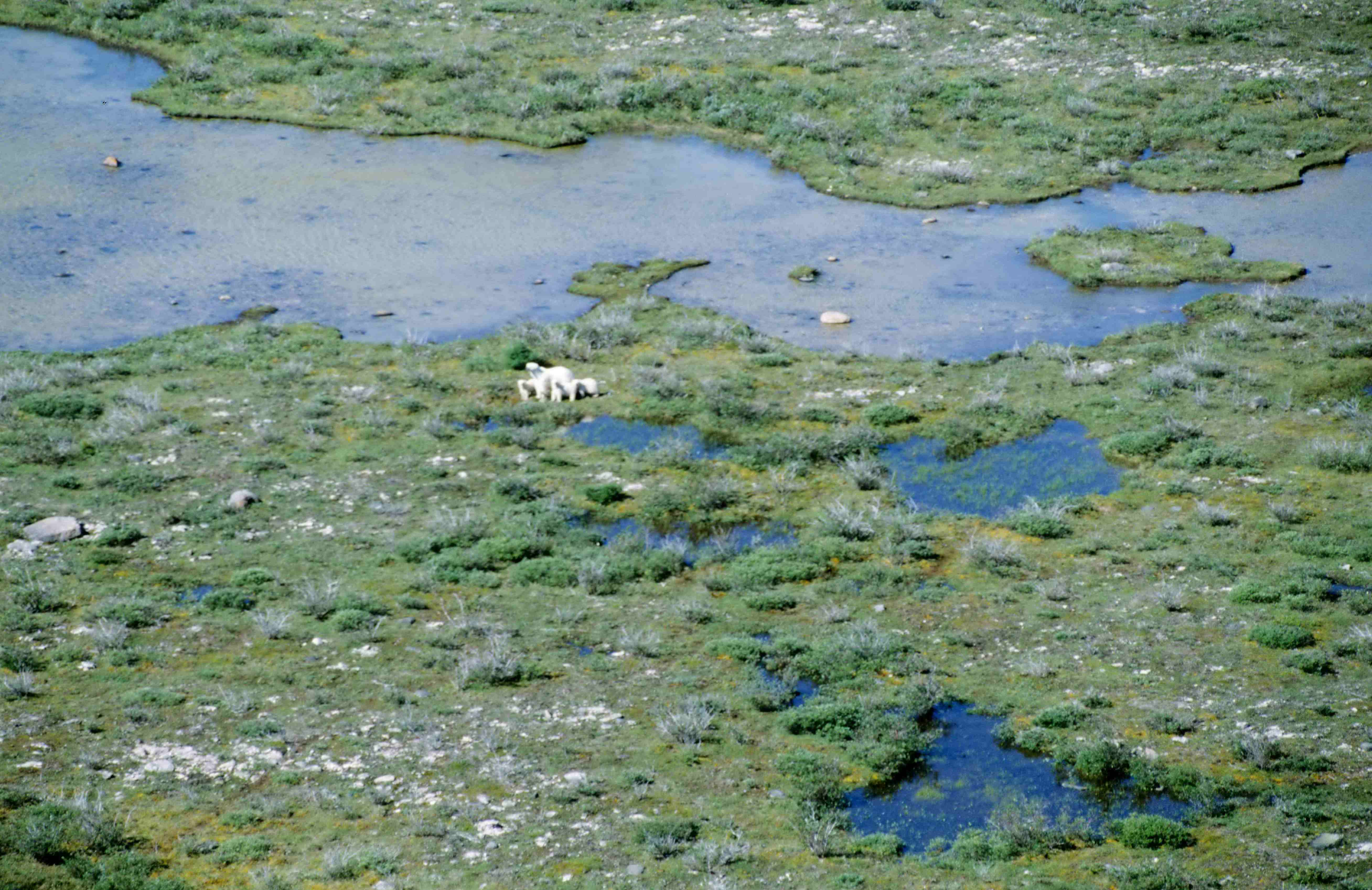
Tundralandschaft, Bärenmutter mit drei Jungen

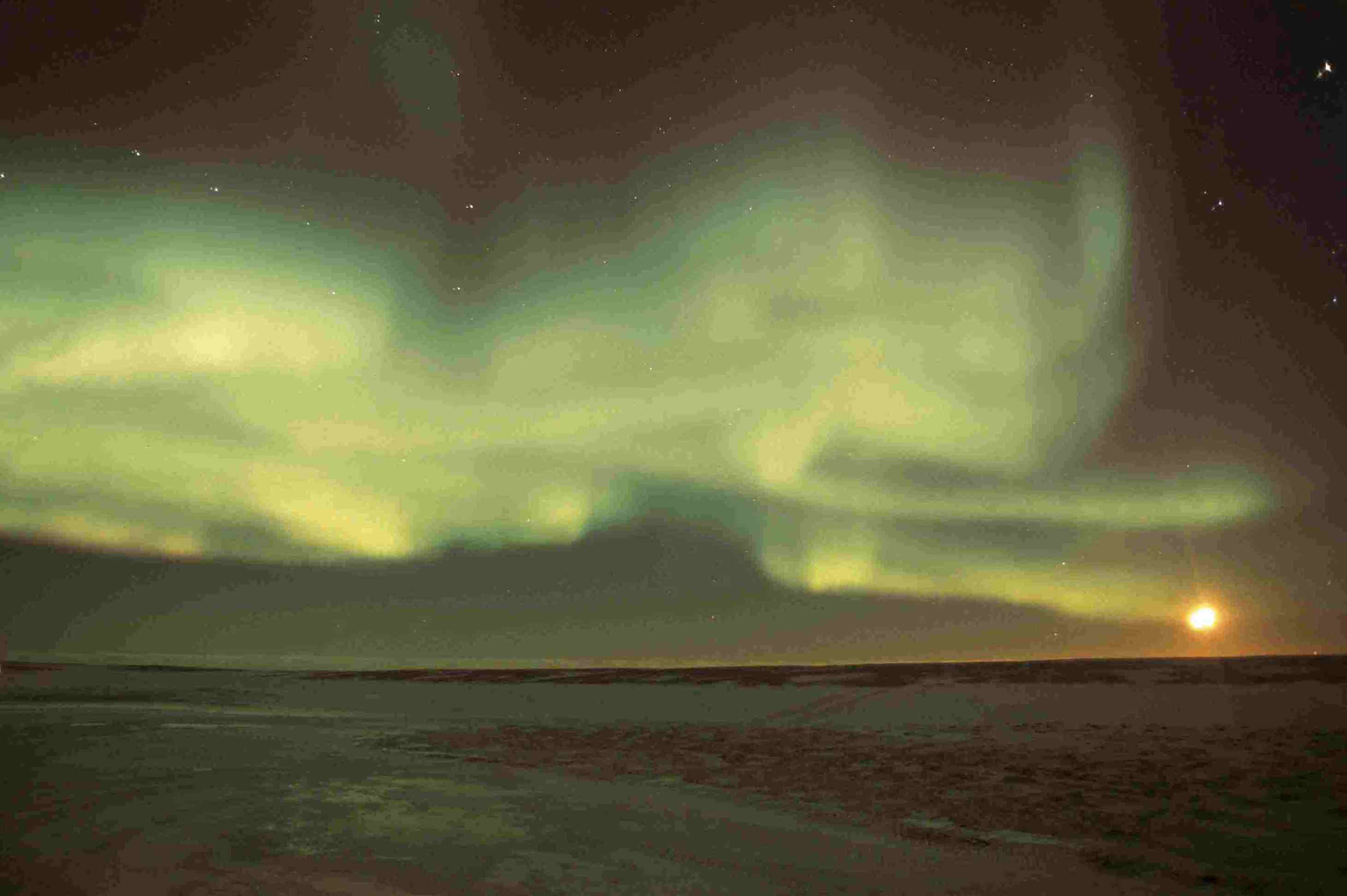
Polarlichter bei Monduntergang

Die Parkregion umfasst 4 Biome – vom Küstengebiet mit Gezeitenniederungen bis zu borealem Forst mit Fichten-, Lärchen- und Weidenbewuchs, dazwischen ausgedehnte Tundra mit sich an den Boden schmiegenden Pflanzen und Taiga mit einem Gemisch von nassem und trockenem Habitat, Marschgebieten und Grasflächen sowie sporadischem Baumbewuchs.
Die Landschaft des Wapusk-Nationalparks wird somit geprägt von
- einem Küstengebiet mit salzhaltigen Marschen, Dünen, Strände und sich bis 10 Kilometer ins Landesinnere erstreckenden Gezeitenzonen,
- einer Tundrazone mit vorzeitlichen Strandverformungen, Seggen bewachsenen Grünflächen, Moorland und Tundrasümpfen,
- einem Taigagebiet mit verkrüppeltem nördlichem Forst aus Fichten, Lärchen und Weiden,
- Wasser, das etwa die Hälfte des Parkgebiets mit Seen, Mooren, Sümpfen, Strömen und Flüssen bedeckt und formt (größtes zusammenhängendes Moorgebiet Nordamerikas) und
- kontinuierlichem Permafrost.

Mehr als die Hälfte des Gebiets ist von Torfmoor bedeckt. Die Schicht ist bis zu 4 Meter dick und weist somit ideale Bedingungen für das Graben von Wurfhöhlen auf.

## Klimatische Verhältnisse
Die Hudson Bay umspült mit großen Mengen eisigen Wassers des Arktischen Ozeans die Nordostküste Manitobas und erzeugt so südlich des 60. Breitengrads ein Mikroklima, das wesentlich dem Klima der Arktis gleicht und weite Teile der Umgebung in eine arktische Wüste mit weniger als 300 mm Niederschlag verwandelt. Der Wapusk-Nationalpark zählt so im Winter mit zu den kältesten und unwirtlichsten Regionen Kanadas. Selbst während heißer Sommer können die Temperaturen plötzlich extrem fallen und infolge Windchills lebensbedrohlich sein.

## Fauna

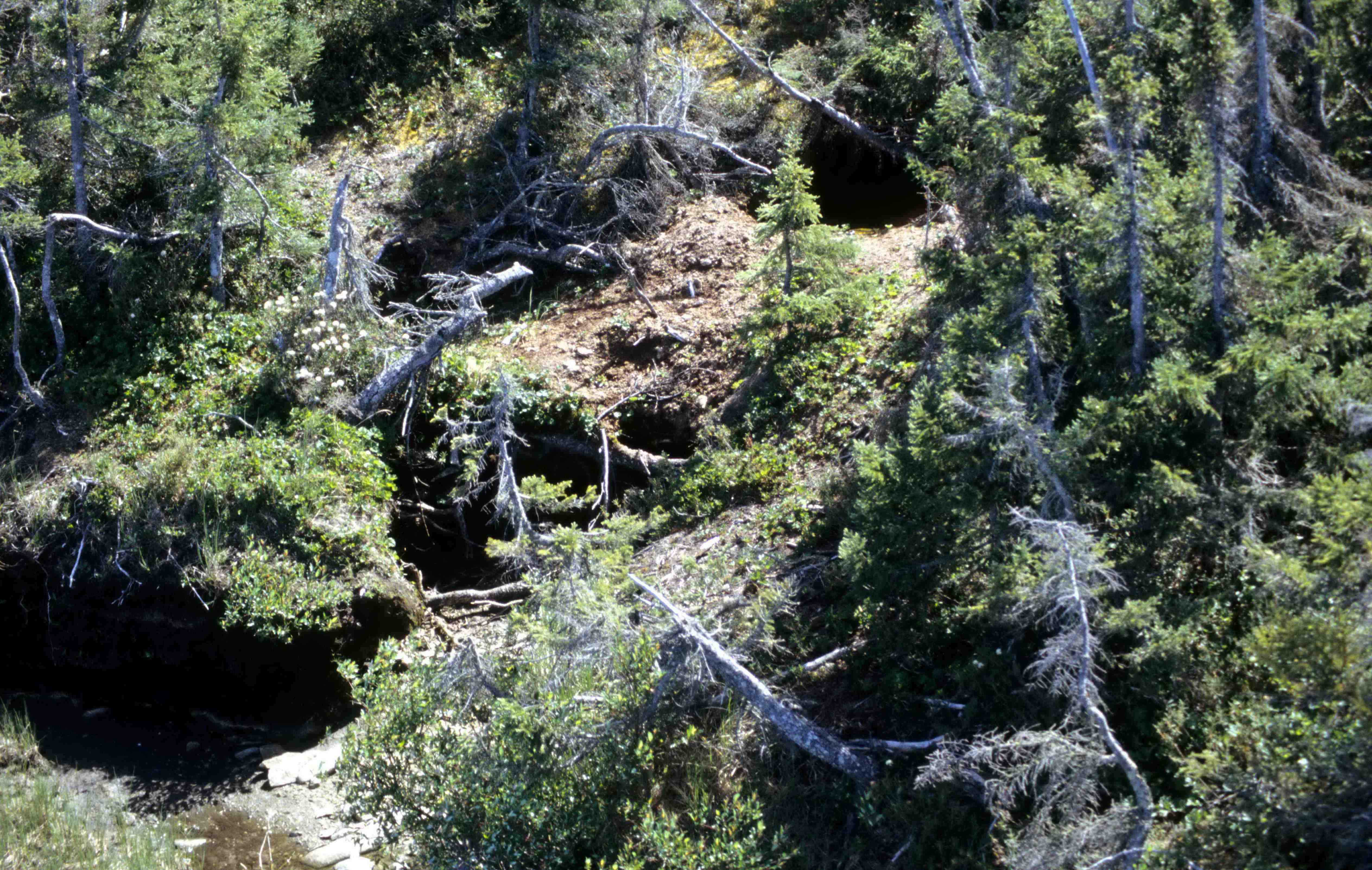
Eisbären-Geburtshöhlen (Sommer)
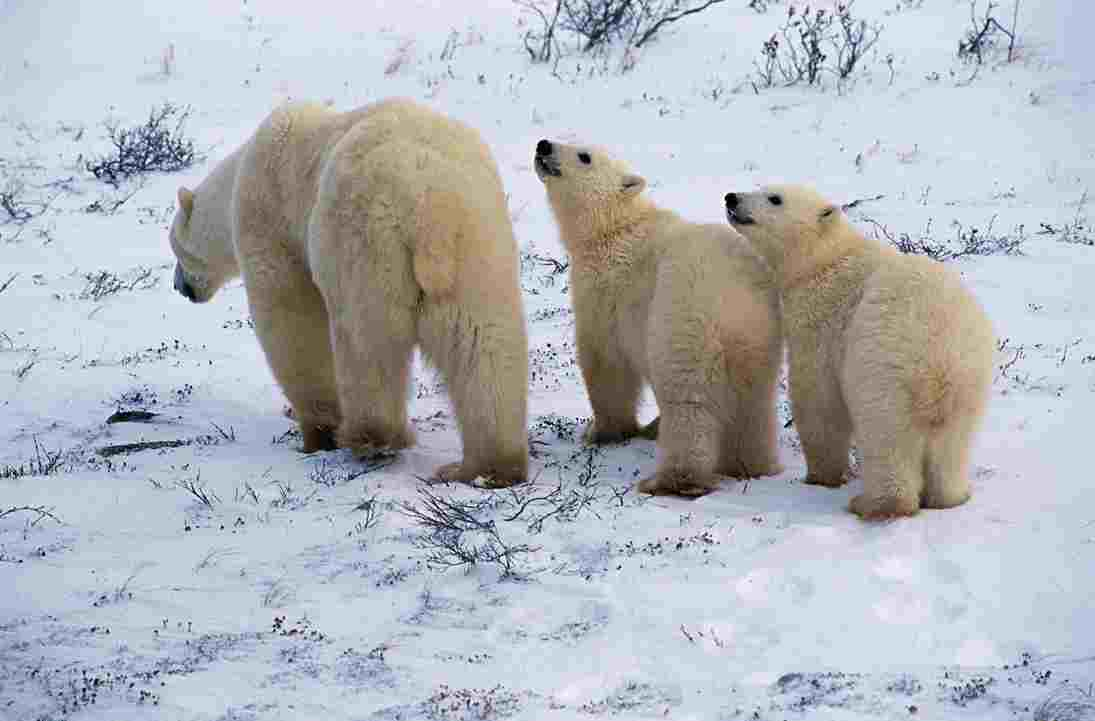
Eisbärenmutter und Junge
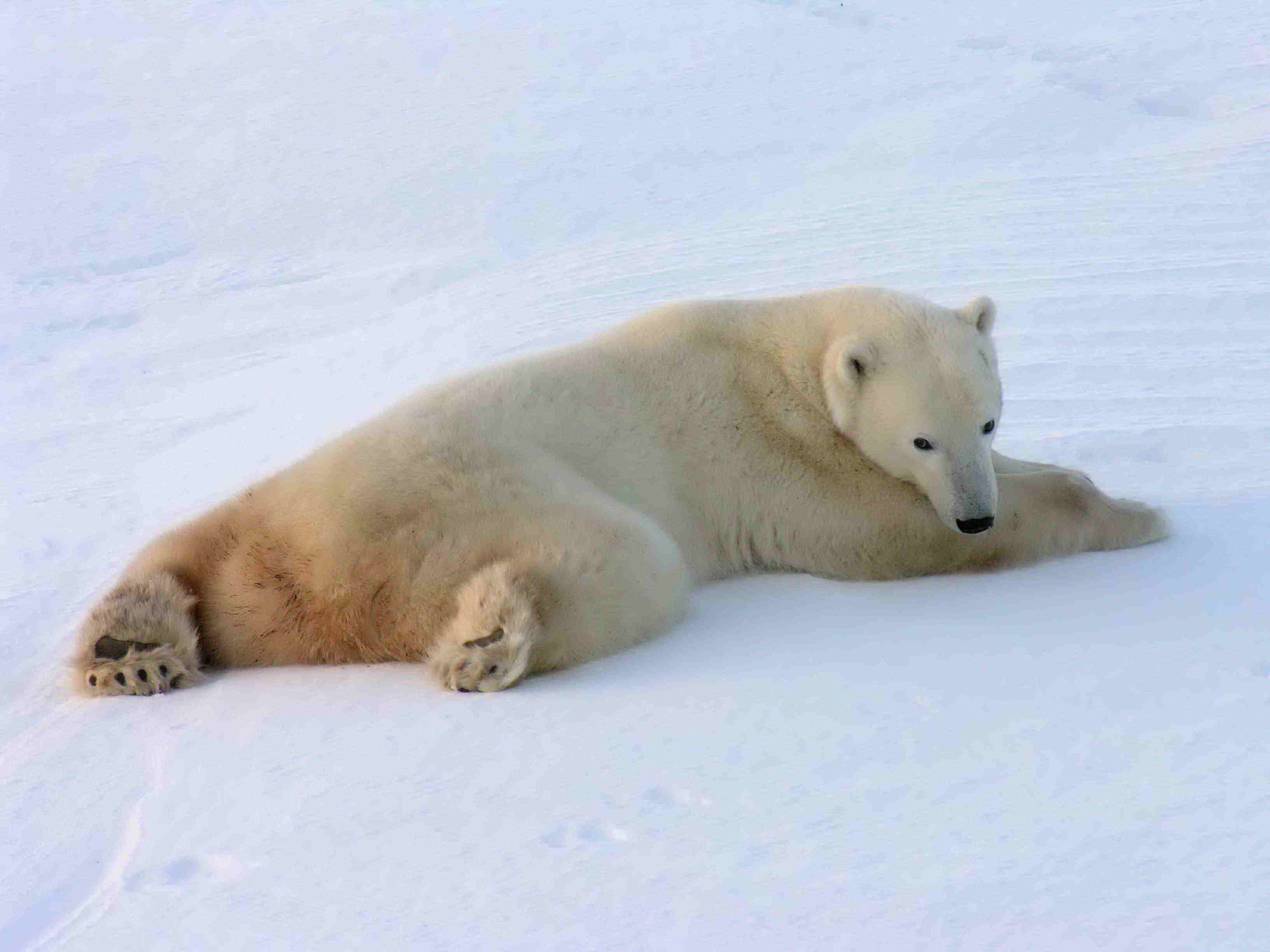
Fauler Bär
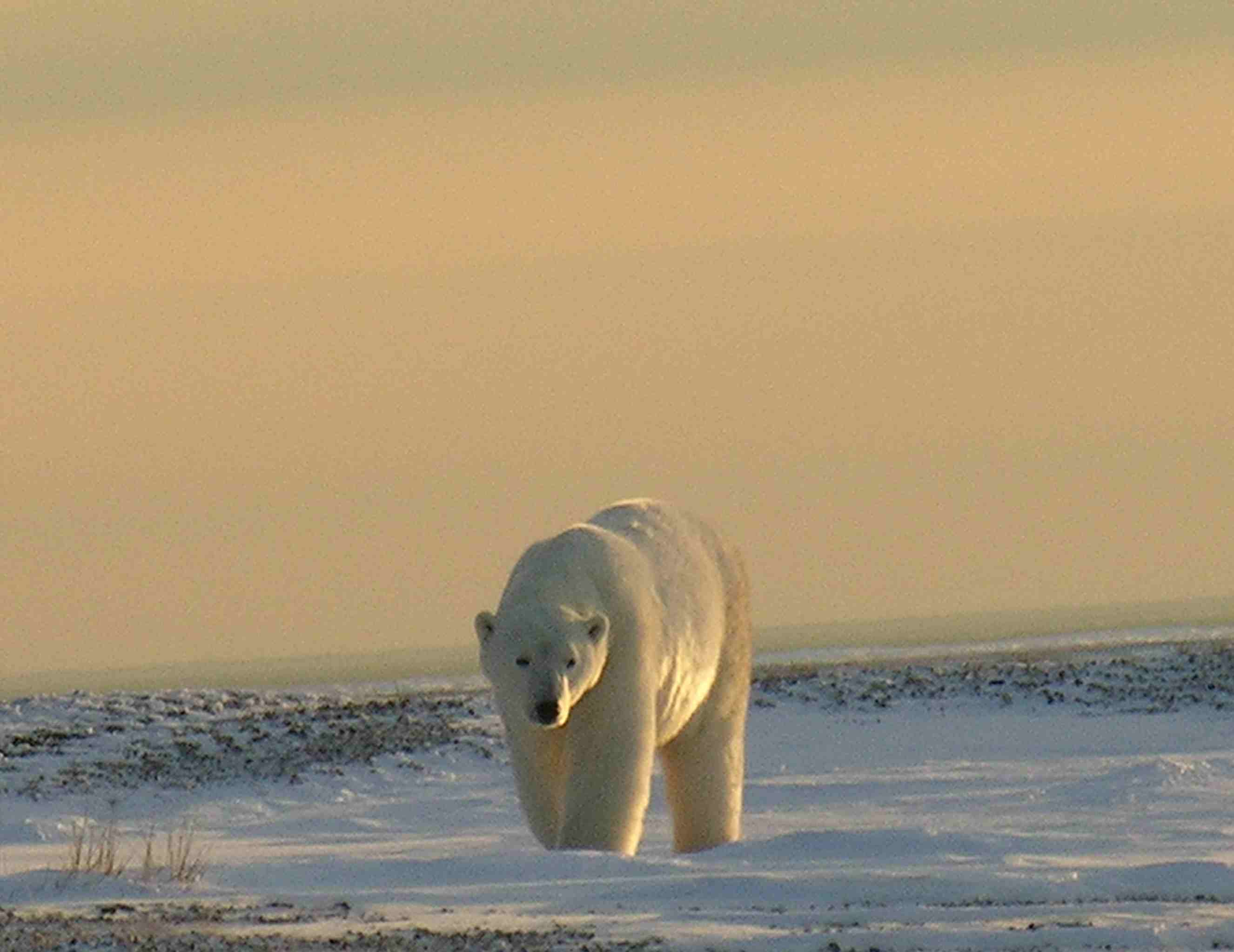
Nahender Eisbär

Innerhalb des Wapusk-Nationalparks erstreckt sich das vermutlich bedeutendste Eisbären-Geburtshöhlengebiet der Welt. Die Eisbären jagen auf dem Meereseis der Hudson Bay von November bis zur frühsommerlichen Eisschmelze ihre Lieblingsnahrung, Ringel- und Bartrobben. Im Frühling paaren sie sich auf dem Meereseis. Sobald das Eis zu schmelzen beginnt, sind die Bären gezwungen, sich an Land zurückzuziehen. Hier müssen sie dann ca. 4 Monate warten und fasten, bis sich von neuem Meereseis bildet und sie wieder jagen können. In Spitzenzeiten dürften sich 1200 Eisbären im Parkgebiet aufhalten. Trächtige Weibchen beginnen im Herbst, ihre Geburtshöhlen auszuheben, indem sie Löcher in Eskerhänge graben, die dann vom winterlichen Schnee eingehüllt werden. Im Januar bringen sie ihre Jungen zur Welt. Zwei Jahre bleiben die Jungen bei der Mutter, und erst danach ist diese wieder empfängnisfähig. Zwar variieren die Zahlen von Jahr zu Jahr, doch bleiben jeden Winter durchschnittlich etwa 200 Bärenmütter im Nationalpark, um ihre Jungen aufzuziehen.

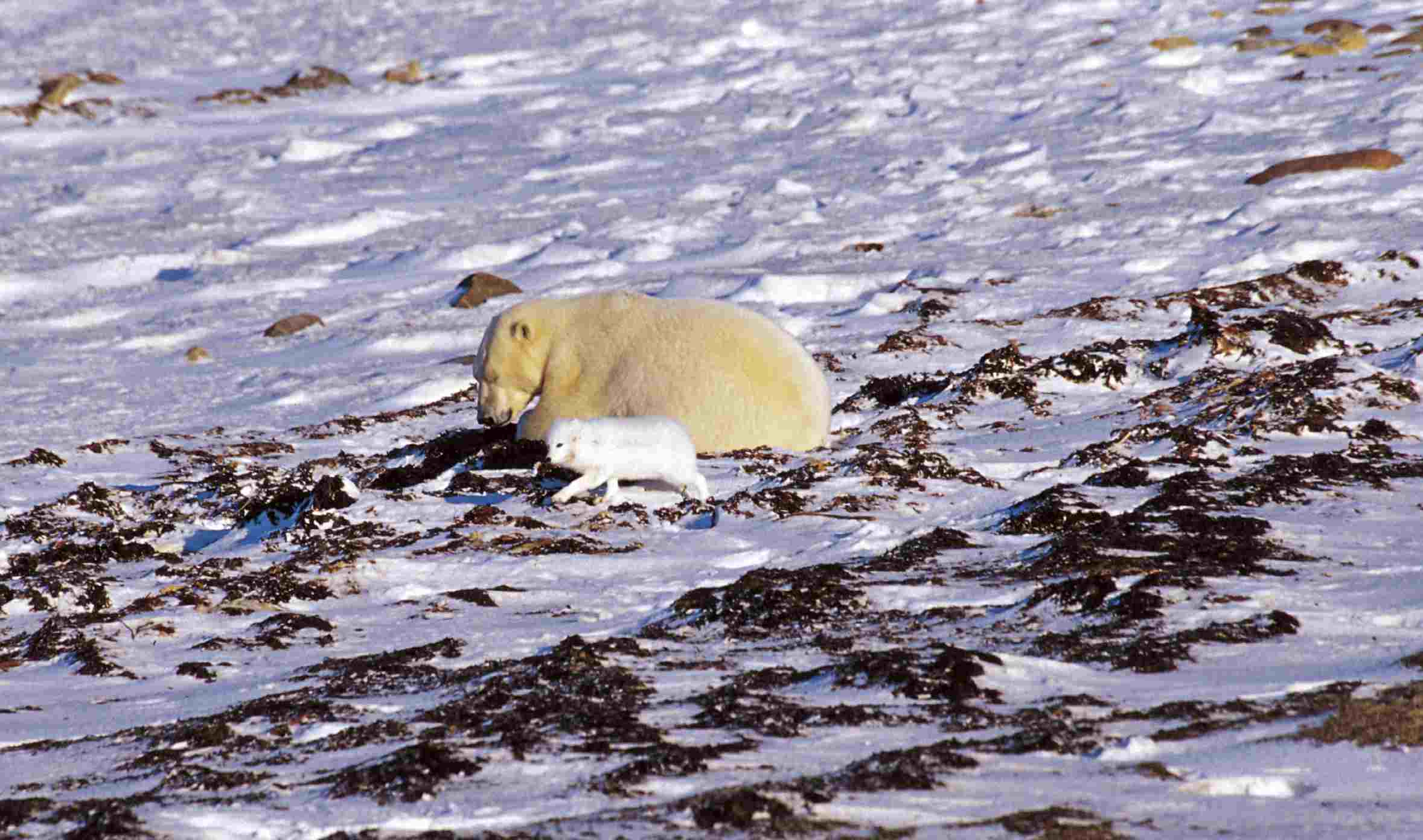
Polarbär und Polarfuchs
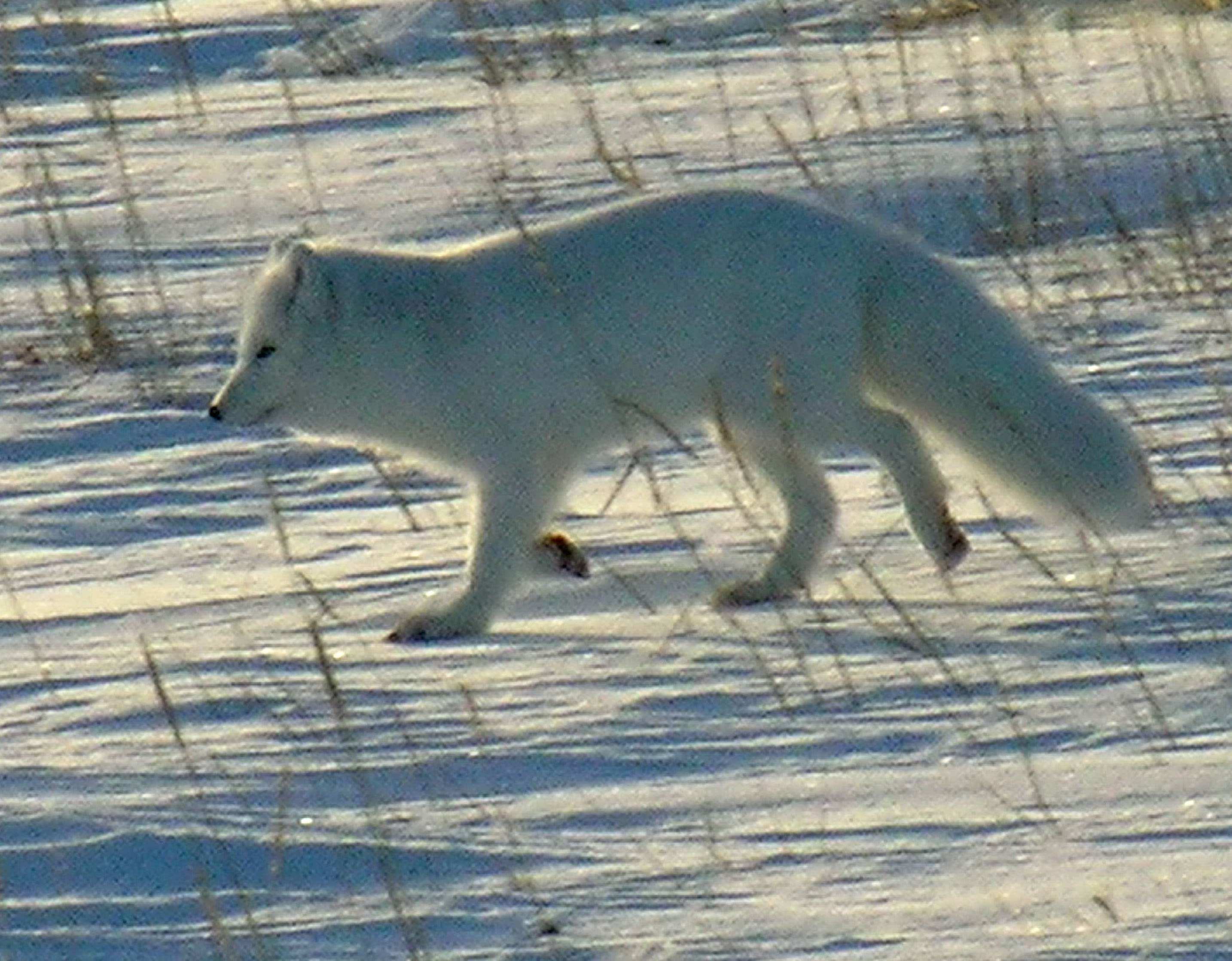
Polarfuchs
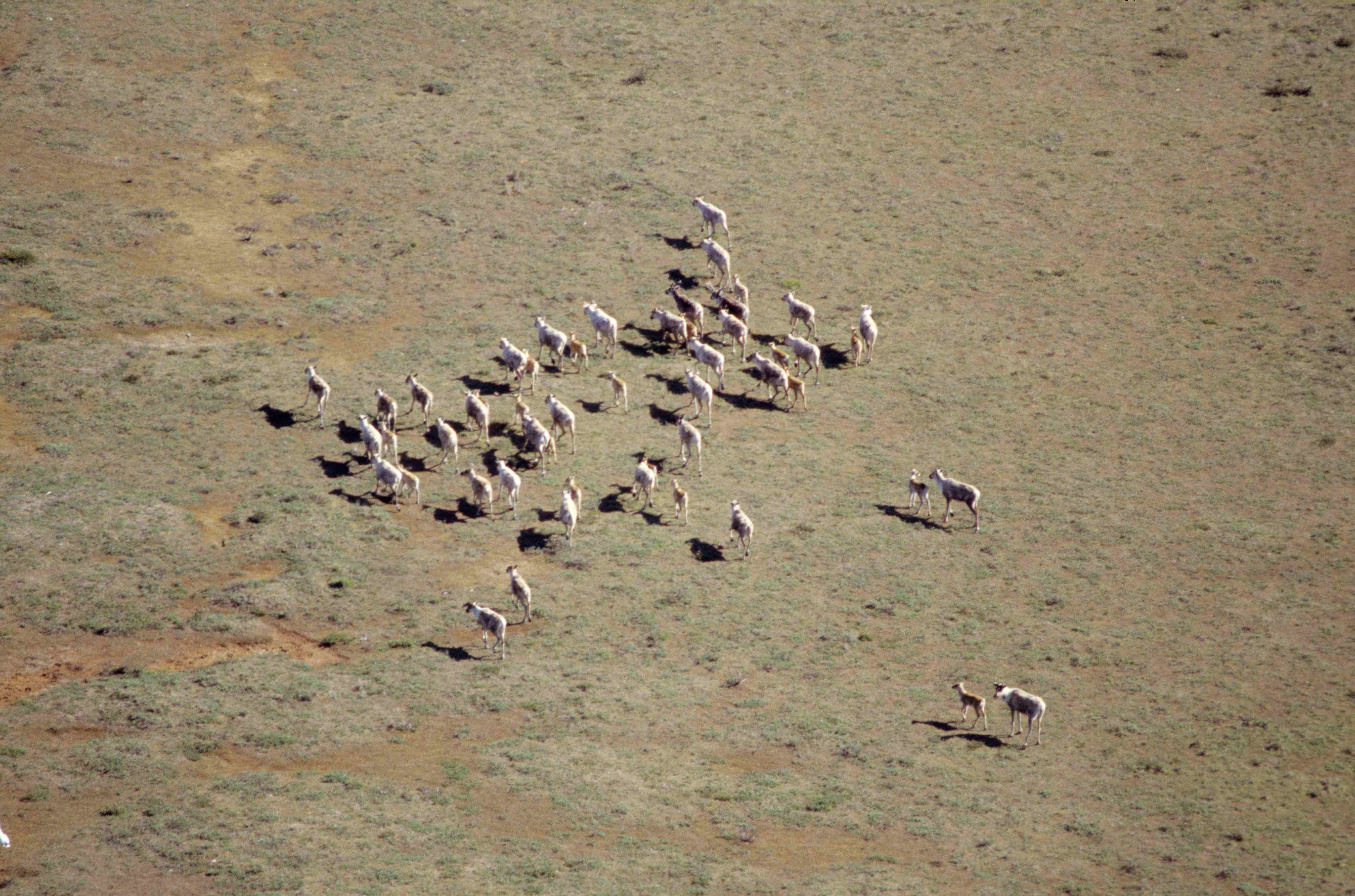
Karibuherde
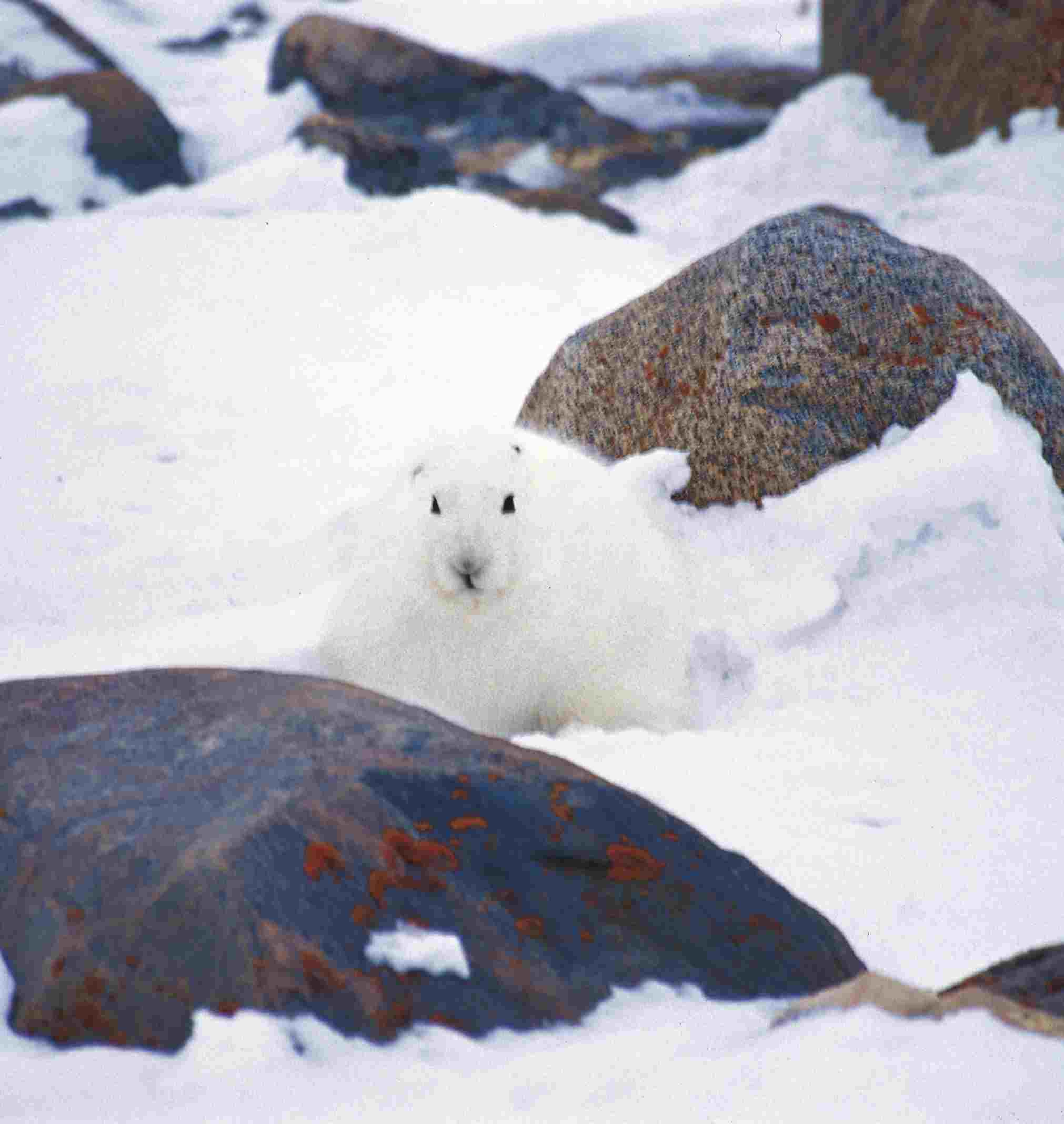
Schnee(schuh)hase

Die Artenvielfalt des Nationalparks ist ungewöhnlich groß, was dadurch begründet ist, dass hier arktische Tundra und boreale Taiga zusammentreffen. Insgesamt wurden 44 Arten von Meeres- und Landsäugern gezählt, darunter die Cape-Churchill-Karibuherde mit mehr als 3000 Tieren, Polarfüchse und Schneehasen, Ringel- und Bartrobben sowie Weißwale. In der Tat gibt es nur wenige Gegenden, wo Eisbären, Schwarzbären, vereinzelt auch Grizzlybären, Elche, Karibus, Eisfüchse, Rotfüchse mit ihrer Unterart Kreuzfüchse und Weißwale gemeinsam vorkommen. Man schätzt im Übrigen, dass in der Hudson Bay mehr als 10.000 Weißwale leben, davon allein etwa 3500 in der Region um Cape Churchill, wo sie unmittelbar nach dem Eisaufbruch zur Aufzucht ihrer neu geborenen Jungen in die wärmeren Flüsse ziehen.
Daneben bietet der Park Lebensraum für etwa 200 Vogelarten – Hunderttausende See- und Küstenvögel, die teils an den Hudson-Bay-Küsten und Seeufern nisten, teils während ihrer jährlichen Wanderungen geeignete Rast- und Futterplätze vorfinden.

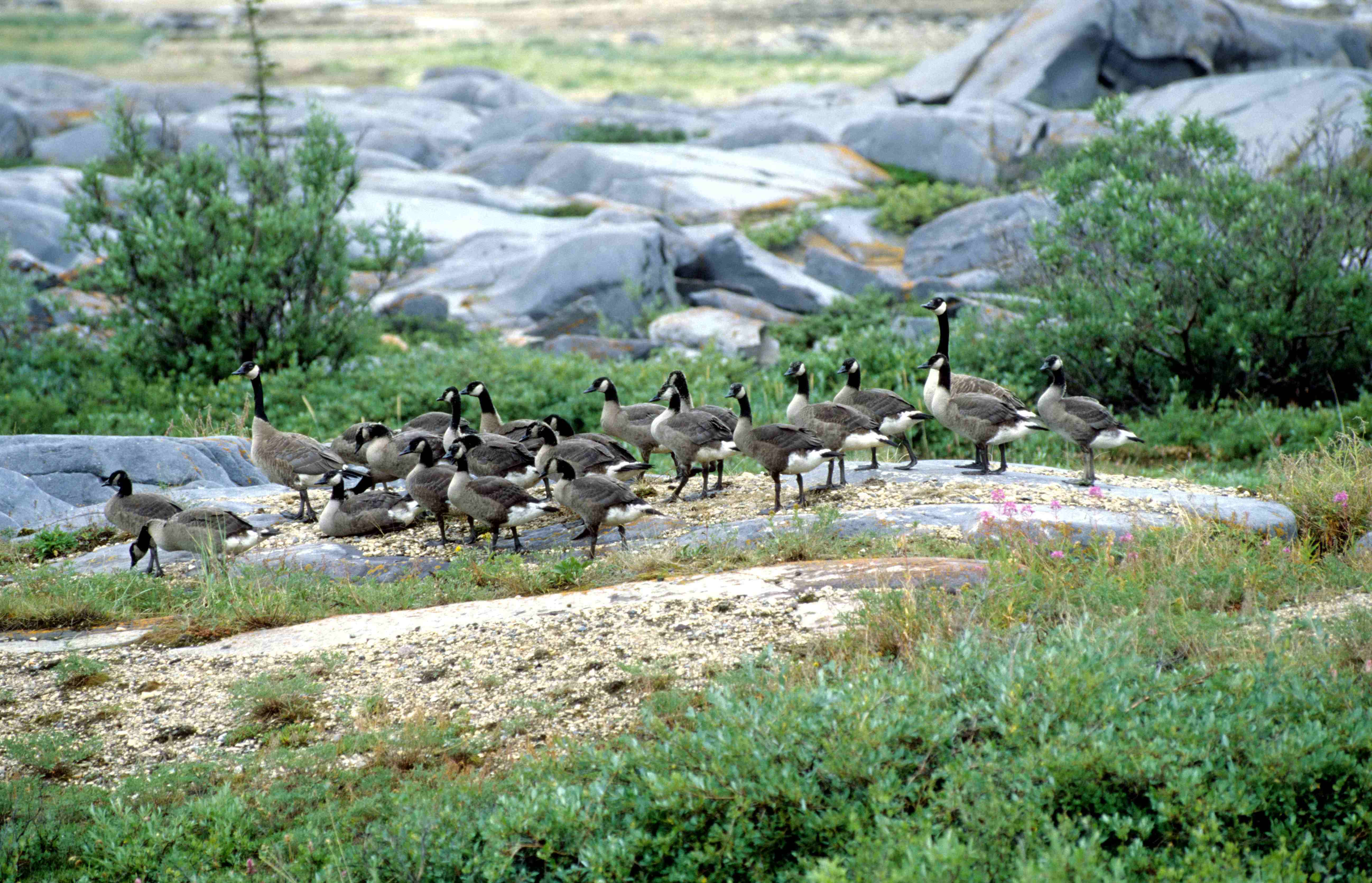
Kanadagänse
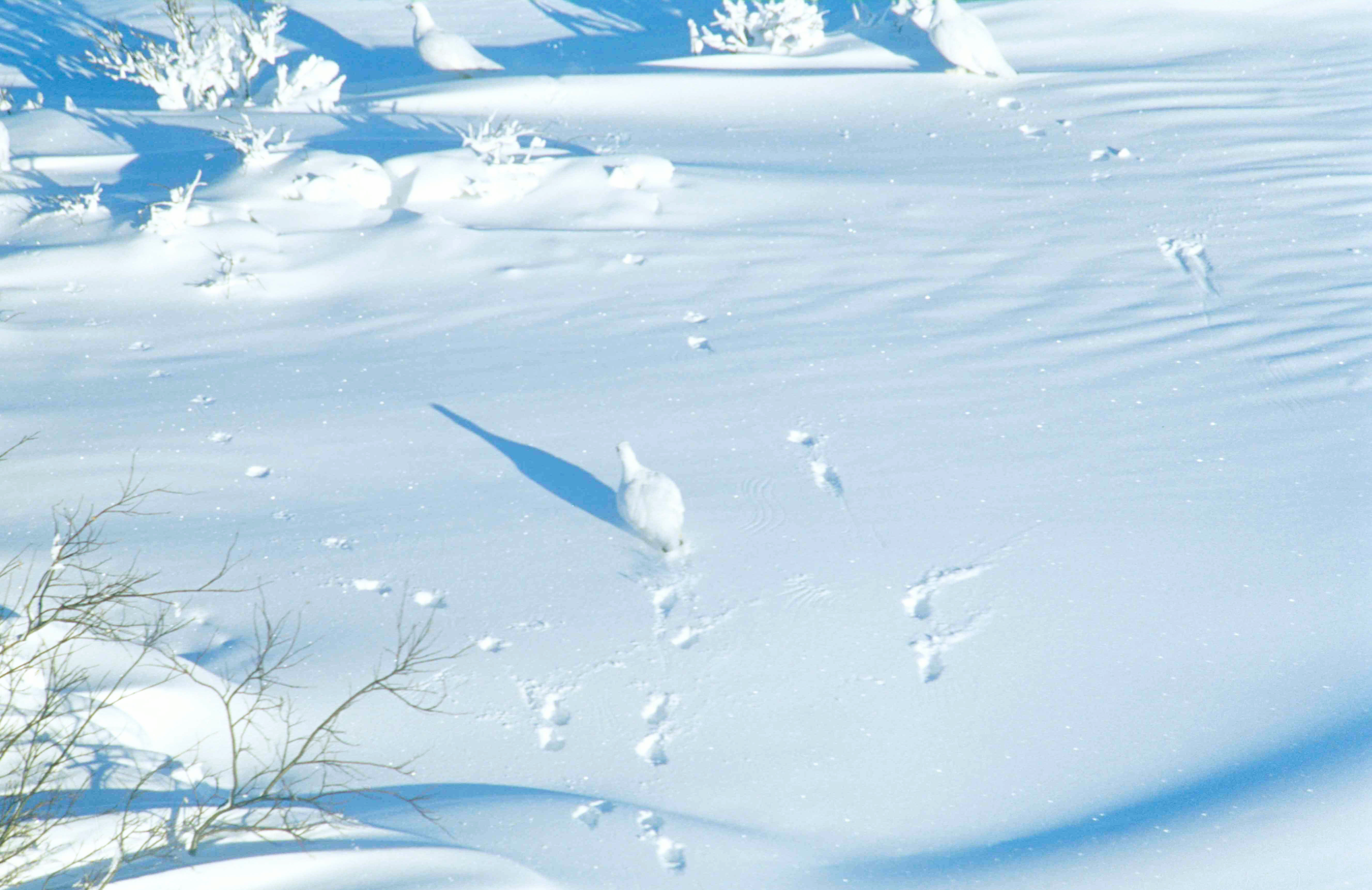
Weiden-Schneehühner
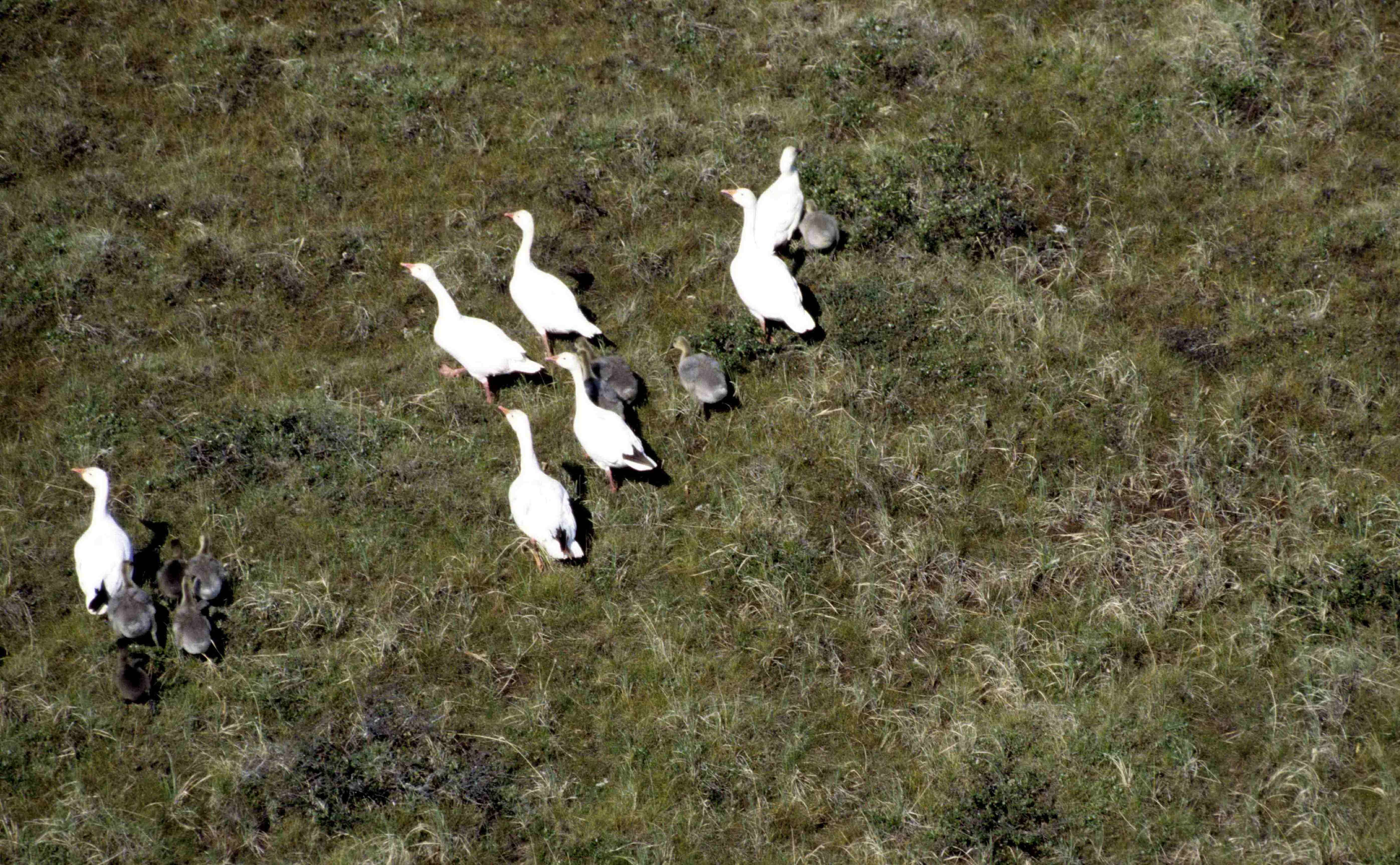
Schneegänse
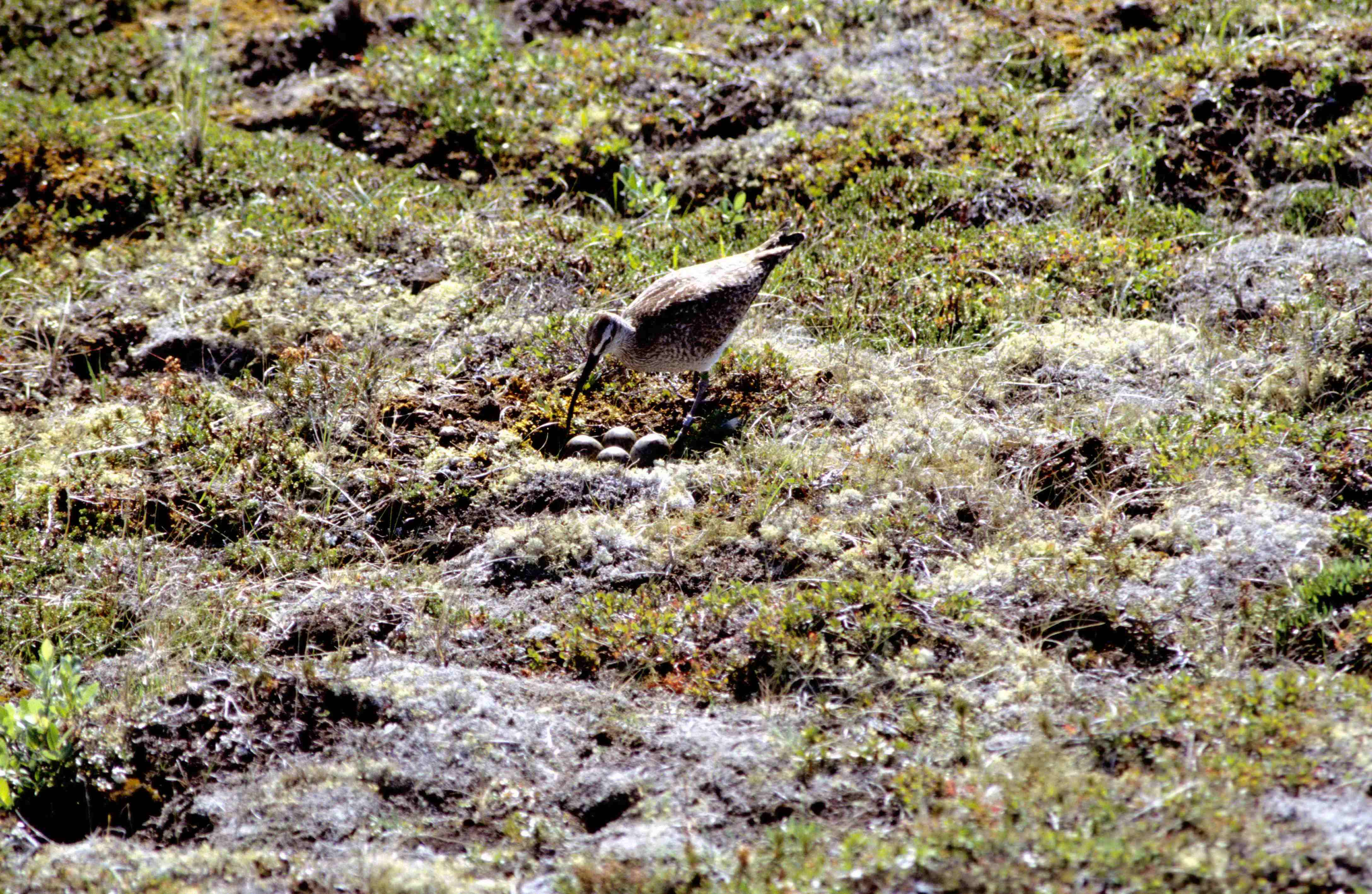
Regenbrachvogel am Nest

Vor allem Kanadagänse, Schneegänse und Pfeifschwäne (Tundraschwäne) haben ihre Brutplätze in den Tümpeln und flachen Seen, die sich aus dem Wasser von Niederschlägen bilden, das wegen des Permafrostuntergrunds nicht versickern kann. Ganze Landstriche im Park wurden von ihnen schon des Pflanzenwuchs beraubt, der ihnen zur Nahrung dient.
Bekannt ist die Region auch für das Vorkommen der aus Sibirien stammenden, sehr seltenen Rosenmöwe. Schneehuhn und Bartkauz fliegen immer wieder in der Tundra auf, und auf den Seen zeigt das Odinshühnchen seine flinken Bewegungen. Sperber- und Schneeeulen, Raufußkäuze, Wander- und Gerfalken, Küstenseeschwalben, Raubmöwen, Kolkraben, Amerikanische Pfeifenten und Amerikanische Sandregenpfeifer sind immer wieder zu beobachten.

## Flora
Tundraböden sind infolge des starken Flechtenbewuchses sehr sauer, und sie produzieren größere Mengen an Methan- und Kohlendioxid-Gas. Die verbreitete Annahme, Tundra sei gefrorenes Land, ist nicht ganz richtig: Der Permafrost, der dauerhaft gefrorene Teil der Tundra, beginnt erst 20 bis 60 cm unter der Erdoberfläche; die darüber befindlichen Schichten des Bodens tauen im Sommer auf und gefrieren nur im Winter und bilden so eine Erdkrume, die einer Vielzahl arktischer Pflanzen das Überleben ermöglicht. Da die meisten Pflanzen für ihr Wachstum Mindesttemperaturen von 10 Grad Celsius benötigen, halten sie sich üblicherweise möglichst tief am Grund (unter 5 cm Höhe), wodurch sie den kalten Winden entgehen.
Man hat auf dem Gebiet des Wapusk-Nationalparks mehr als 400 verschiedene Pflanzenarten bestimmt, eine Zahl, die auf den 4 unterschiedlichen Biomen beruht, welche die Region umfasst. Die einzelnen Arten zeigen zum Teil größere Unterschiede zu ihren unmittelbaren Verwandten in südlicheren Gebieten und in der höheren Arktis. Dies gilt vor allem hinsichtlich der Färbung, die vermutlich auf einer geringfügig veränderten Wellenlänge des Sonnenlichts im Vergleich mit anderen Regionen beruht (Rotverschiebung).

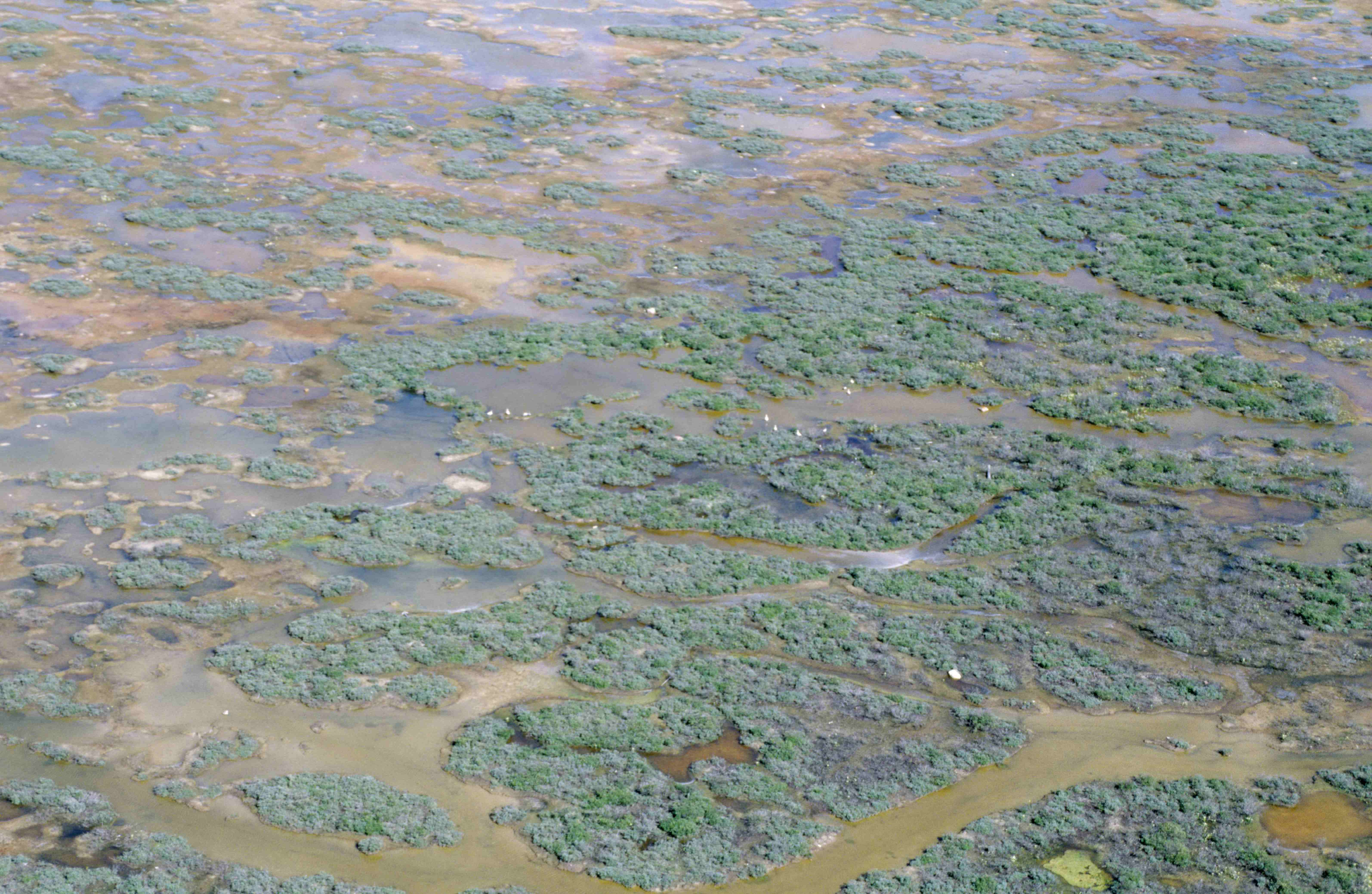
Sumpfgebiet
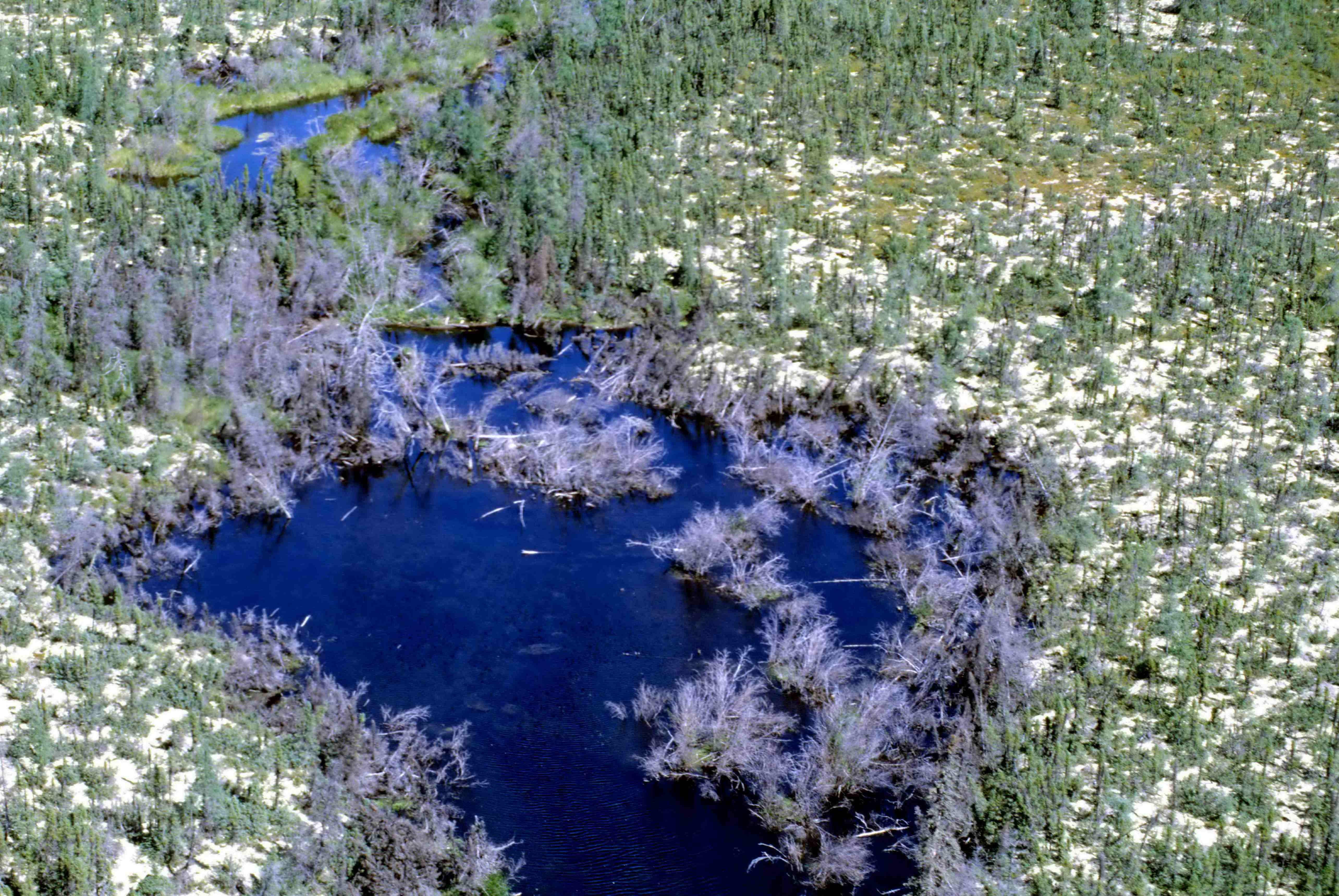
Sumpfgebiet mit weiß leuchtenden Rentierflechten
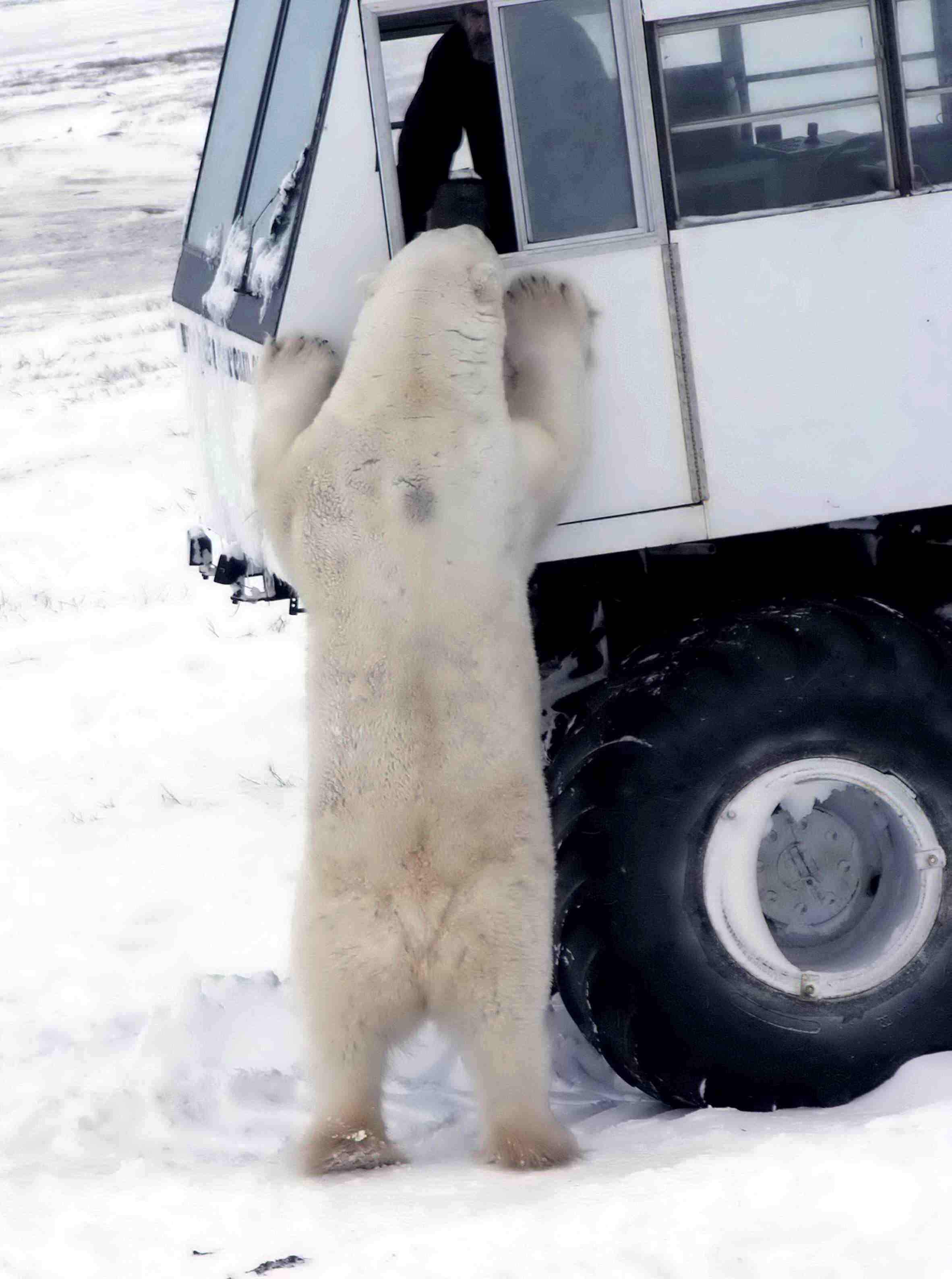
Eisbär am Tundra Buggy
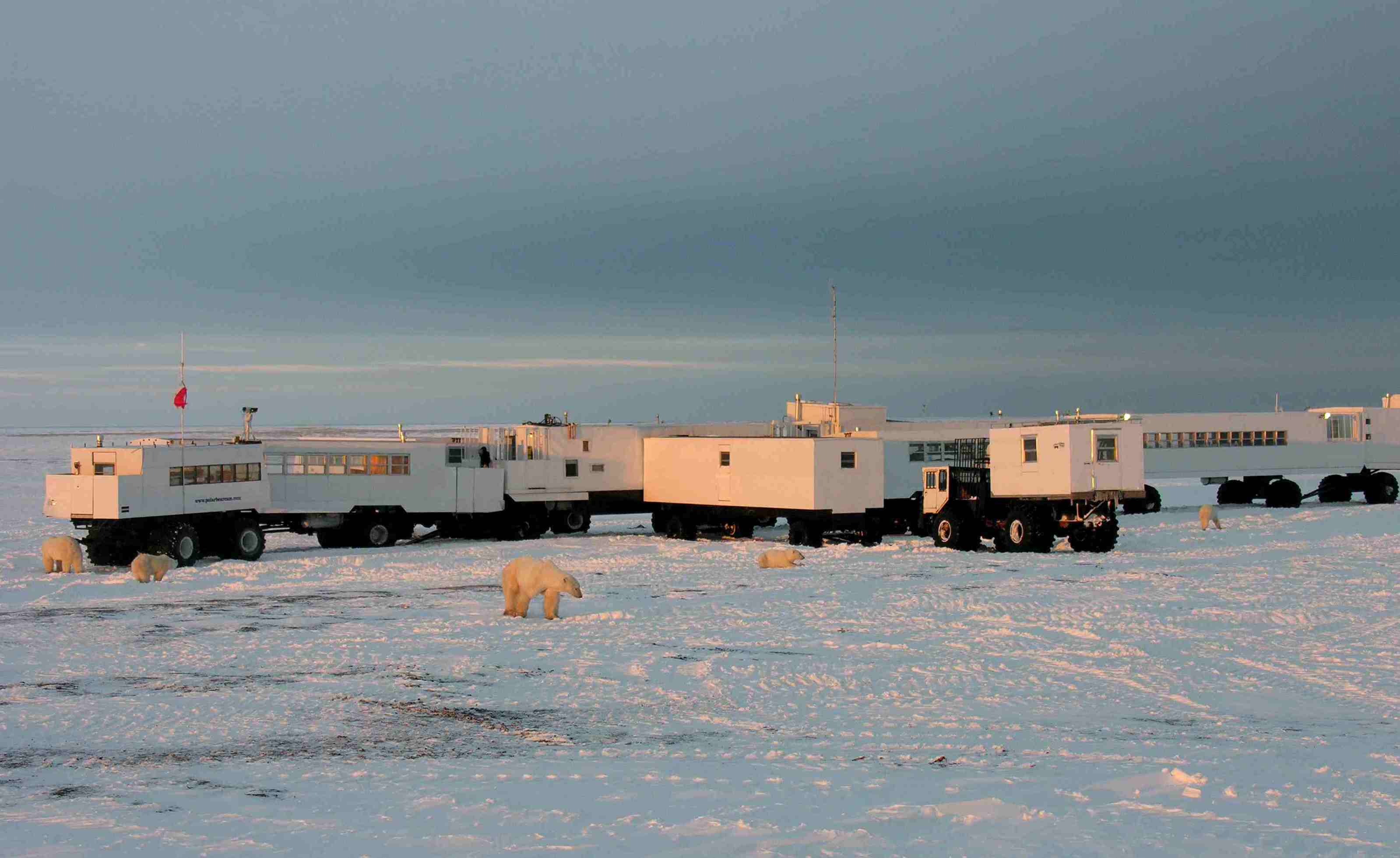
Tundra Buggy Lodge

## Tourismus
Tier- und Pflanzenreichtum machen den Wapusk-Nationalpark und die Churchill-Region für Natur liebende Touristen nicht nur während der „Eisbärenmonate“ Oktober und November interessant, sondern auch in den Sommermonaten.
Mehr als 15 000 Besucher halten sich jährlich überwiegend in der westlich vom Wapusk-Nationalpark gelegenen Stadt Churchill und deren Umgebung auf. In den Nationalpark selbst aber kommen offiziell nur sehr wenige (im Haushaltsjahr 2022–2023: 82). Beide Gebiete liegen zwar unmittelbar nebeneinander, sie unterscheiden sich jedoch wesentlich. Die Landschaft um Churchill liegt am Ende eines Küstenstreifens, der von Cape Churchill nach Westen führt. Dort reicht Kanadischer Schild bis an die Erdoberfläche und bildet so einen festen bewohnbaren Untergrund. Der Wapusk-Park dagegen ist eine fast unzugängliche, praktisch nur mit dem Hubschrauber erreichbare Landschaft mit mehreren tausend Seen und sumpfigen Torfmooren ohne gebahnte Wege, im Sommer von Myriaden von Stechmücken beherrscht.
Einige Besonderheiten gilt es deshalb zu beachten, so u. a.:
- Der Wapusk-Nationalpark ist nicht leicht zugänglich: Es bedarf spezieller Fahrzeuge oder eines Hubschraubers, um auf das Parkgebiet zu gelangen.
- Im Park besteht ganzjährig die Gefahr einer unerwarteten Konfrontation mit Eisbären.
- Aus Tierschutzgründen wurden strenge Vorschriften für den Aufenthalt innerhalb des Parks erlassen. Z. B. verfügt nur ein einziges Tourunternehmen über die Genehmigung, eine Lodge auf Räder („Tundra Buggy Lodge“) für einen auf Oktober und November begrenzten Zeitraum im Park aufzustellen. Und nur einem anderen Unternehmen ist es erlaubt, Fototouristen gegen Ende des Winters mit Schneemobiltouren einen Blick auf neu geborene, erstmals die Geburtshöhlen verlassende Eisbären zu gewähren.